# Publio Celio Apolinar
Publio Celio Apolinar (en latín Publius Coelius Apollinaris) fue un senador romano que desarrolló su cursus honorum en el siglo II, bajo los imperios de Antonino Pío, y Marco Aurelio y Lucio Vero.

## Origen y familia
De familia natural de Hispalis (Sevilla, España) en la Bética, era hijo de Publio Celio Balbino Vibulio Pío, consul ordinarius en 137, bajo Adriano y nieto de Publio Celio Apolinar, consul suffectus en 111, bajo Trajano.

## carrera
En 169, bajo Marco Aurelio, fue designado consul ordinarius.